# Guillermina Peiró i Olives
Guillermina Peiró i Olives (Mataró, 14 de agosto de 1924 – Mataró, 9 de enero de 2019), conocida también como Mimi, fue una mujer republicana, luchadora antifranquista, sindicalista y refundadora histórica de la Esquerra Republicana de Catalunya de Mataró.

## Biografía
Nacida en Mataró el 14 de agosto de 1924, era la penúltima hija del matrimonio formado por Mercè Olives i Bonastre y el sindicalista y político Joan Peiró y Belis, que tuvieron diez hijos, de los cuales sobrevivieron siete: Aurora, Llibert, Aurèlia, Josep, Joan, Guillermina (Mimi).
Joan Peiró, que a los 8 años ya trabajaba de aprendiz en el sector del vidrio, no pudo ir a la escuela y fue autodidacta. Desde muy joven ejerció un potente liderazgo sindical y fue secretario general de la Confederación Nacional del Trabajo (CNT), director del Horno del Cristal y fundador de la cooperativa de fabricación del vidrio Cristalerías de Mataró, que ofrecía a los asociados servicios como: socorro mutuo de enfermedad, un pequeño teatro, un café-bar, sala de reuniones y sobre todo, una Escuela Racionalista, inspirada en la Escuela Moderna de Frascisco Ferrer Guardia, de trabajadores, y que fue la primera escuela a la que asistió su hija Guillermina.
Durante la dictadura de Primo de Rivera, la CNT fue ilegalizada y la familia sufrió la ausencia del padre que sufrió atentados y debía esconderse además de ser varias veces encarcelado. En 1934, durante la Segunda República, también estuvo encarcelado tras la represión a los insurrectos en la Proclamación del Estado Catalán de 1934.
Peiró tenía casi doce años cuando estalló la Guerra Civil, dos de sus hermanos fueron voluntarios al frente con la columna Ascaso y la Centúria Malatesta. En noviembre de 1936 su padre, en reconocimiento de sus méritos y trayectoria, fue nombrado ministro de Industria del gobierno de Largo Caballero. La familia se trasladó a Valencia, donde permanecieron hasta que llegó al poder Juan Negrín. De vuelta a Mataró, Peiró cursó estudios comerciales en la Academia Cots. En 1938 su padre fue nombrado Comisario General de la energía eléctrica.
A finales de enero de 1939, con la derrota del bando Republicano, la familia emprendió el camino del exilio. Consiguieron pasar la frontera francesa, pero fueron separados y las mujeres internadas en un cuartel, en un lugar llamado Presqu'ie de Crozon, en la zona de Roscanvel,Bretaña. Al cabo de cinco meses se pudieron reunir todos en Narbona..Trabajaron en la vendimia, y ella participó en la primera huelga de su vida, a causa de la cual fue despedida. Cuando estalló la Segunda Guerra Mundial y el padre tenía previsto emigrar a México, pero fue capturado por los nazis y extraditado a España el 19 de febrero de 1941. Trasladado a Madrid, fue vejado, torturado y enviado a Valencia, donde fue juzgado y condenado a muerte, siendo fusilado el 24 de julio de 1942 en el campo de tiro de Paterna. La madre y las hermanas se habían trasladado a la periferia de París y allí presenciaron los atentados y represalias de los nazis y los bombardeos de los estadounidenses.
En 1945 la madre se puso muy enferma y quiso volver a Cataluña. Peiró trabajó en la Cooperativa del Vidre, y más tarde en los laboratorios Recasens, en Barcelona. Se casó con Joan Malagelada y tuvo una hija.
Mantuvo el contacto con la CNT en la clandestinidad, haciendo de enlace, recogiendo dinero y llevando comida a los presos de cárcel Modelo de Barcelona. También tuvo una participación activa en las movilizaciones, huelgas y protestas contra la dictadura franquista.
La muerte de Francisco Franco dio paso a una incipiente democracia y el 30 de octubre de 1976 en la presentación pública de la CNT en el Palacio de Deportes de Mataró, se hizo un homenaje a la memoria de Juan Peiró. Sin embargo, al poco,  Peiró y Cisquet Sala, fueron expulsados del sindicato a causa de divisiones ideológicas internas. Ella ingresó en la Confederación General del Trabajo y en el ámbito político se afilió a Esquerra Republicana de Catalunya, de la mano de Josep Reniu i Calvet. Desde Esquerra luchó siempre por la mejora de las condiciones de vida del movimiento obrero, por restablecer las libertades nacionales y democráticas, y por mantener viva la memoria de su padre. Por todo ello, Esquerra Republicana le homenajeó como mujer combativa y militante entregada y le entregó la insignia conmemorativa de los veinticinco años de militancia. En 2006 recibió de manos del presidente Pasqual Maragall la medalla al trabajo President Macià, premio otorgado por la Generalitat de Catalunya, y en el año 2008, una distinción por parte de Omnium Cultural.
Peiró murió en Matarò el 9 de enero de 2019 a los noventa y cuatro años.